# ハリガネ・MEGUMIのロックな時間
ハリガネ・MEGUMIのロックな時間（ハリガネ・メグミのロックなじかん）は、2004年4月3日から2005年10月1日までMBSラジオで放送されていたラジオ番組。全79回。
なお放送開始・終了日などはあくまで暦日で表記しているため、注意のこと。

## 概要
若手漫才コンビのハリガネロック、MEGUMI、安田美沙子による番組であり、4人が熱きロック魂で送る渾身のバラエティであった。
2004年4月に番組スタート。開始当初は55分番組。
当時の安田はアイドルの中で注目株であり多忙のため、欠席をすることが大変多かった。また最初の半年間は毎週ゲスト（主に芸人）を呼ぶことが恒例であった。
2004年10月から放送時間を変え、30分番組となる。ゲスト出演を経て、準レギュラーになるアイドルが多かった。
半年毎に放送時間枠を変え、1年半続いた後に番組が終了することとなる。

## 出演者
- ハリガネロック（ユウキロック・大上邦博）
- MEGUMI
- 安田美沙子（2004年12月4日が事実上の最後の出演となった）
- 河田直也（毎日放送アナウンサー、2004年4月～9月のゲストコーナーのレギュラー）
- 里中あや（ゲスト出演後、2004年11月6日より準レギュラー）
- 臼田あさ美（ゲスト出演後、2004年12月25日より準レギュラー）
- 大網亜矢乃（ゲスト出演後、2005年5月21日より準レギュラー）
- 小林恵美（2005年7月15日よりレギュラーゲスト）

## 放送時間
- 毎週土曜日（金曜深夜）0:00 - 0:55 （2004年4月 - 2004年9月）
- 毎週土曜日23:30 - 翌0:00 （2004年10月 - 2005年3月）
- 毎週土曜日（金曜深夜）1:00 - 1:30 （2005年4月 - 2005年9月）